# Excalibur
(La Dama del Lago che dice ad Artù il nome della sua spada, da La morte di Artù, libro II)

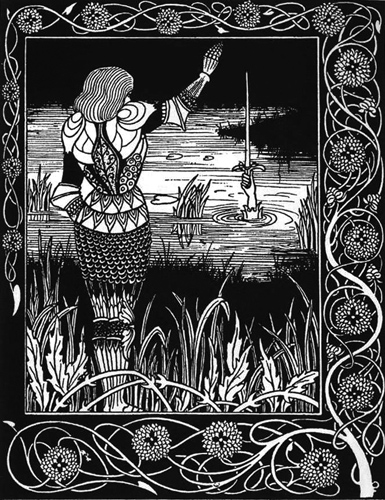
Illustrazione da La morte di Artù di Thomas Malory

Excalibur è la più nota delle mitologiche spade celtiche di re Artù.

## Origine
Il nome Excalibur vuol dire Colei che taglia l'acciaio, ma il nome deriva dal gallese Caledfwlch, una frase composta da "duro" (Caled) e "breccia, spaccatura". (Fwlch). Caledfwlch appare per la prima volta in diverse opere gallesi, tra cui il racconto in prosa Culhwch e Olwen (XI–XII secolo circa), per poi essere latinizzata in Caliburn da Goffredo di Monmouth nella Historia Regum Britanniae. Ma La spada Caledfwlch potrebbe essere ispirata alla famosa Caladbolg ovvero la mitica spada di Fergus mac Róich nel Ciclo dell'Ulster della mitologia irlandese.

## Storia
La storia e la leggenda di re Artù sono intimamente legate alla magica e misteriosa spada: come Mago Merlino aveva annunciato, solamente l'uomo in grado di estrarre la spada nella roccia sarebbe diventato re; Artù, inginocchiato di fronte alla roccia, fece proprio questo: prese la spada, la portò con sé fino alla Cattedrale e la depose sull'altare. Artù fu unto con l'olio santo e, alla presenza di tutti i baroni e della gente comune, giurò solennemente di essere un sovrano leale e di difendere la verità e la giustizia per tutti i giorni della sua vita

## Le spade di re Artù
Originariamente si parla della spada Excalibur come un'ottima arma (senza l'attribuzione di elementi magici) forgiata nell'isola di Avalon nella Historia Regum Britanniae, mentre la versione in cui Artù estrae la spada dalla roccia appare per la prima volta nel racconto in versi francese Merlino, di Robert de Boron.
Sebbene spesso si identifichi Excalibur come la spada nella roccia, in realtà in alcuni casi si dovrebbe parlare di due spade distinte. L'autore inglese Thomas Malory, ne La morte di Artù, scrive che la spada che Artù estrae dalla roccia non è Excalibur, poiché Artù aveva rotto la sua prima spada in uno scontro con re Pellinore; lo stesso viene affermato nella francese Suite du Merlin (Prosa di Merlino) nel 1240 circa. Sempre Malory scrive inoltre che Artù, dopo la rottura della prima, ricevette una nuova spada dalla Dama del Lago, e questa era chiamata esplicitamente Excalibur. Questo ci fa capire che siano due le spade citate: la spada nella roccia, poi andata distrutta, ed Excalibur come seconda spada ricevuta dalla Dama del Lago.
Excalibur viene citata anche da Chrétien de Troyes nella seconda parte del Perceval: Galvano, partito dalla corte di Artù per rispondere alle accuse che gli sono state mosse da Guingabresil, la usa per difendersi dall'attacco dei borghigiani che intendono vendicare la morte del loro signore (v. 5828 nell'edizione del ms. 354 di Berna a cura di Méla).
Il fodero di Excalibur avrebbe il potere magico di proteggere il suo proprietario dal sanguinamento ed è proprio il furto di questo da parte di Morgana la Fata che porta alla morte di Artù. In Morte Arthure (circa 1400) si dice che Artù avesse due spade; la seconda era Clarent, rubata dal malvagio Mordred, che con essa diede al re il colpo mortale.

## Etimologia
La parola Excalibur ha origini molto controverse, che possono farsi risalire a due ceppi linguistici ben differenti: quello latino e quello sassone. Dal latino abbiamo diversi significati, ma quello più plausibile deriva dal nome dei Calibi, antico popolo dell'Anatolia inventore della siderurgia, da cui il termine latino chalybs [-bis], acciaio, per cui Excalibur si può scindere nelle parole ex con l'ablativo chalybe, che tradotto letteralmente significa 'd'acciaio'. Altre sfumature latine riportano alla capacità della spada e al suo aspetto come, per esempio, ex "calibro" che tradotto significa in perfetto equilibrio. Dal ramo celtico il nome deriverebbe da Caliburn, arcaico nome della leggendaria spada, che in antichità significava "acciaio lucente" o "acciaio indistruttibile" e potrebbe quindi così ricondursi allo stesso etimo latino.

## Influenza culturale

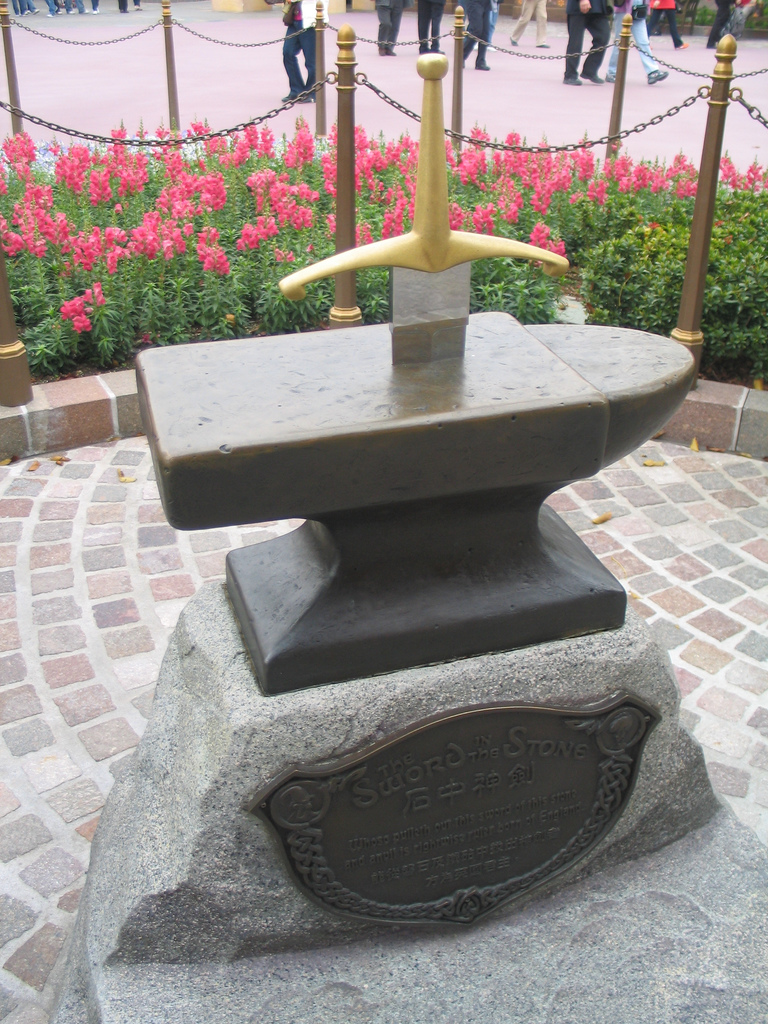
Excalibur a Hong Kong Disneyland.

### Letteratura
Nel suo romanzo L'ultima legione, lo scrittore Valerio Massimo Manfredi ipotizza che Excalibur sia in realtà la leggendaria spada Calibica, forgiata dai Calibi per Gaio Giulio Cesare ed appartenuta di diritto all'Imperatore fino a Tiberio, che la nascose, e portata in Britannia al seguito di Romolo Augusto, l'ultimo Cesare. Sulla lama era incisa l'iscrizione CAI • IVL • CAES • ENSIS CALIBVRNVS, ovvero “la spada Calibica di Giulio Cesare”, della quale la rovina del tempo avrebbe poi lasciato leggibile solo E S CALIBVR.
Nei suoi romanzi del ciclo "Le Cronache di Camelot", "La Pietra del Cielo" e "La Spada che canta" lo scrittore scozzese Jack Whyte immagina che sia stato Gaio Publio Varro (prozio del futuro stregone-mago Merlino), un soldato romano le cui imprese gli valsero il grado di primus pilus e al quale il nonno Varro il Vecchio insegnò tutti i segreti di maestro fabbro, a forgiare, traendola (ex) da uno stampo (caliber) con il materiale ricavato da un meteorite, la mitica invincibile spada e a donarla in seguito al giovane Merlino, incaricandolo di consegnarla a chi avrebbe ritenuto degno. Il prescelto si sarebbe rivelato il bisnipote di Publio Varro: Artù.

### Filmografia
Opere dedicate al soggetto:
- La spada nella roccia (The Sword in the Stone) del 1963 della Walt Disney Pictures, diretto da Wolfgang Reitherman.
- Excalibur del 1981 di John Boorman.
- Superfantozzi del 1986 di Neri Parenti (episodio Anno 1000).
- La spada magica - Alla ricerca di Camelot (Quest for Camelot) del 1998 della Warner Bros. Animation, diretto da Frederik Du Chau.
- Merlino del 1998 di Steve Barron (miniserie TV)
- L'ultima legione del 2007 di Doug Lefler.
- King Arthur - Il potere della spada (King Arthur: Legend of the Sword) del 2017 di Guy Ritchie.

### Videogiochi
- Nel videogioco Terraria è presente una potente spada chiamata "Excalibur".
- Nel videogioco Tomb Raider: Legend Excalibur è l'artefatto cercato da Lara Croft; in realtà la spada sarebbe una lama ancestrale e dotata di poteri magici, posseduta non solo da Re Artù, ma anche da molti altri sovrani mitologici, poi smembrata in vari pezzi per preservarla dalle forze del male. La spada è inoltre la chiave per attivare dei portali spaziotemporali sparsi per il mondo. Compare anche nel sequel Tomb Raider Underworld.
- Nel videogioco Assassin’s Creed: Valhalla Excalibur è una spada a due mani forgiata dagli Isu (una delle spade dell’Eden) ed è ottenibile dopo aver ritrovato le 11 tavole (denominate “Tesori della Britannia”). La spada è posizionata vicino ad un messaggio di Artù Pendragon che invita il giocatore a brandire la spada solo a condizione che abbia amato la terra in cui si trova (Artù la chiama con il suo nome Caledfwlch e le attribuisce il ruolo di guardiana dell’Inghilterra). Una volta inserite le tavole negli appositi spazi si potrà estrarre la spada attraverso un'animazione.
- Nel videogioco Ace Combat: The Belkan War Excalibur è il nome di una superarma, una torre dall'aspetto che ricorda vagamente una spada conficcata nel terreno, impiegata dallo stato di Belka capace di sparare laser per intercettare ICBM e aerei nemici; viene distrutta dal pilota delle Forze Alleate Cipher (Galm 1).
- Nella saga Final Fantasy Excalibur è una delle armi più potenti che si può trovare verso la fine del gioco, ed è anche una delle lame brandite dall'evocazione Gilgamesh. Ha anche una controparte quasi identica dal nome Excalipur (o Excalipoor) che invece è la più debole accessibile.

### Anime, manga e fumetti
- Excalibur è la spada di Vultus 5.
- Excalibur è il nome di uno dei personaggi del fumetto giapponese Soul Eater.
- Il personaggio Capricorn  della serie manga e anime cavalieri dello zodiaco usa Excalibur per attaccare. In queste storie la spada sacra è un dono della dea Atena al cavaliere d'oro del capricorno.
- Excalibur è il nome di un tiro di Edgar Partinus, capitano e attaccante della squadre inglese "I cavalieri della regina", nell'anime di Inazuma Eleven 3.
- Excalibur è l'arma nobile di Saber in Fate/Stay Night e Fate/Zero